# Comuna Kõlleste
Kõlleste este o comună (vald) din Comitatul Põlva, Estonia.
Comuna cuprinde un număr de 12 sate.
Reședința comunei este satul Krootuse.

## Localități componente
- Häätaru
- Ihamaru
- Karaski
- Karilatsi
- Krootuse
- Palutaja
- Piigaste
- Prangli
- Tuulemäe
- Tõdu
- Veski
- Voorepalu